# Миљенко Цвитковић
Миљенко Цвитковић Шпанац (Сарајево, 18. март 1914 — Вучево, код Фоче, 1. јун 1943) био је учесник Шпанског грађанског рата и Народноослободилачке борбе и народни херој Југославије.

## Биографија
Рођен је 18. марта 1914. године у Сарајеву.
Цвитковић је гимназију завршио у Сарајеву, где је приступио напредном омладинском покрету. Револуционарну делатност је наставио на студијама на Београдском универзитету. Члан је КПЈ од 1937, када је отишао у Шпанију и борио се у батаљону „Димитров“ у саставу Интернационалних бригада (после тога је постао познат као Шпанац). Априла 1940. бежи из логора у Француској и враћа се у Југославију где се укључује у рад сарајевске организације КПЈ.
У лето 1941. учествовао је у организовању устанка у Босанској крајини и вршио дужност заменика Штаба НОП одреда за Босанску крајину. Октобра 1941. упућен је на политички рад у источну Босну, где се истакао као командант чете у Шестој источнобосанској бригади и командант батаљона у Првој мајевичкој народноослободилачки ударној бригади. Током рада у Босни, био је и политички комесар батаљона Зеничког НОП одреда, док је командант био Никола Продановић; пре Шпанца функцију политичког комесара је обављао Манојло Попић.
Погинуо је 1. јуна 1943. године на Вучеву приликом пробоја непријатељског обруча на Сутјесци.
Указом Президијума Народне скупштине ФНР Југославије 22. јула 1949. проглашен је за народног хероја.